# Petr Kváča
Petr Kváča (* 12. září 1997, Brandýs nad Labem) je český hokejový brankář působící v klubu Bílí Tygři Liberec. V roce 2017 si jej ve 4. kole ze 117. místa vybralo na draftu NHL Colorado Avalanche.

## Kariéra
S hokejem Kváča začínal kolem čtyř nebo pěti let nedaleko rodného Brandýsa nad Labem v klubu HC Benátky nad Jizerou. Tam působil až do 7. třídy, dále v kariéře pokračoval v BK Mladá Boleslav. V roce 2012, ve svých 14 letech, přestoupil do Českých Budějovic, kde se postupně přes mladší dorost, starší dorost a juniorku propracoval až do A týmu, ve kterém debutoval 30. ledna 2016 ve věku 18 let proti Šumperku, chytil všech 22 střel soupeře a přispěl tak k vítězství 2:0.
Část další sezóny (2016/17) pak strávil v domovských Benátkách nad Jizerou, v pozdější fázi sezóny však již patřil k důležitým hráčům Motoru v cestě do neúspěšné baráže o extraligu a v sezóně 2017/18 je jeho jasnou jedničkou. Taktéž nastupuje za mládežnické výběry české hokejové reprezentace.
Před sezónou 2017/18 je zúčastnil osmidenního nováčkovského kempu klubu NHL Colorado Avalanche, jímž byl v roce 2017 draftován, zúčastnil se s týmem i turnaje v San José, kde odchytal jedno utkání.
Dne 5. prosince 2017 debutoval v extralize v dresu Sparty Praha, kam má vyřízené střídavé starty. Soupeřem byly Vítkovice a ani 28 jeho zákroků nezabránilo prohře 2:4.
Po sezóně 2018/19 přestoupil do týmu úřadujícího mistra z Třince.
Po dvou sezónách v Třinci, podepsal dvouletou smlouvu s Bílými Tygry Liberec. A hned v první sezóně dovedl Tygry do finále, kde nakonec padli s Třincem.
V Sezóně 2021/2022 měl premiéru 7.5.2021 v národním týmu, proti Slovensku.
Dne 4. dubna 2023 podepsal dvouletý kontrakt se švédským klubem Rögle BK.

## Statistiky
| Sezóna  | Klub                   | Soutěž    | Z  | POG  | Z%    | ČK |
| ------- | ---------------------- | --------- | -- | ---- | ----- | -- |
| 2015/16 | Motor České Budějovice | 1. liga   | 3  | 1,75 | 92,98 | 1  |
| 2016/17 | HC Benátky nad Jizerou | 1. liga   | 7  | 2,83 | 91,74 | 0  |
| 2016/17 | Motor České Budějovice | 1. liga   | 18 | 1,42 | 93,95 | 3  |
| 2017/18 | Motor České Budějovice | 1. liga   | 32 | 1,75 | 92,49 | 5  |
| 2017/18 | HC Sparta Praha        | Extraliga | 2  | 5,40 | 83,33 | 0  |
| 2018/19 | Motor České Budějovice | 1. liga   | 19 | 1,80 | 92,41 | 3  |
| 2018/19 | HC VERVA Litvínov      | Extraliga | 1  | 5,00 | 86,49 | 0  |
| 2018/19 | HC Oceláři Třinec      | Extraliga | 2  | 1,97 | 92,50 | 0  |
| 2019/20 | HC Oceláři Třinec      | Extraliga | 30 | 2,22 | 92,06 | 2  |
| 2019/20 | HC Frýdek-Místek       | 1. liga   | 1  | 5,00 | 84,44 | 0  |
| 2020/21 | Bílí Tygři Liberec     | Extraliga | 41 | 2.07 | 92.46 | 2  |
| 2021/22 | Bílí Tygři Liberec     | Extraliga | 44 | 2.41 | 91.66 | 3  |
| 2022/23 | Bílí Tygři Liberec     | Extraliga | 43 | 2.10 | 92.53 | 1  |
| 2023/24 | Rögle BK               | SHL       |    |      |       |    |

Z = zápasy, V = výhry, Pr. = průměr obdržených branek na zápas, Z% = procentuální úspěšnost zákroků, ČK = čistá konta

## Zajímavosti
- Mezi jeho oblíbené brankáře patří Henrik Lundqvist, Chad Johnson, John Gibson, Mike Condon nebo Petr Mrázek[1]

## Seniorská reprezentace
| Turnaj                            | Rok     | Umístění | Soupisky         |
| --------------------------------- | ------- | -------- | ---------------- |
| Mistrovství světa v ledním hokeji | MS 2021 | 7. místo | Soupiska MS 2021 |